# مید شفر
مید شفر (انگلیسی: Mead Schaeffer؛ ۱۵ ژوئیه ۱۸۹۸ – ۶ نوامبر ۱۹۸۰) تصویرگر اهل ایالات متحده آمریکا بود که در اوایل و میانه سده بیستم میلادی فعالیت می‌کرد. 

## زندگی
شفر در ۱۸۹۸ در فریدوم پلینز، نیویورک متولد شد. او فرزند واعظ پرسبیترین، چارلز شفر و همسرش، مینی بود. او در اسپرینگفیلد، ماساچوست بزرگ شد. پس از تکمیل دبیرستان، در ۱۹۱۶ در مؤسسه پرت ثبت نام کرد. او در ۱۹۲۱ ازدواج کرد و با همسرش الیزابت صاحب دو دختر شدند.
در ۱۹۲۲ توسط انتشارات داد مید برای تصویرگری رمان‌های کلاسیک استخدام شد. همکاری او با این انتشارات تا ۱۹۳۰ ادامه داشت. از کتاب‌هایی که او در این مدت تصویرسازی کرده می‌توان به موبی دیک اثر هرمان ملویل، کنت مونت-کریستو اثر الکساندر دوما و بینوایان اثر ویکتور هوگو اشاره کرد.
او از ۱۹۳۰ توجهش را به شخصیت‌های خیالی از دست داد و به جایش به تصویرگری از افراد واقعی پرداخت. در طول سال‌های دهه ۱۹۳۰ و ۱۹۴۰ میلادی برای مجله‌هایی چون گود هاوس‌کیپینگ و ستردی ایونینگ پست تصویرگری می‌کرد. او برای هفته‌نامه پست ۴۶ طرح جلد کشید. او به عنوان خبرنگار جنگ پست در طول جنگ جهانی دوم مجموعه مشهوری از طرح جلدهایی از افراد نظامی کشید.
او مدتی در نیو راشل، نیویورک زندگی می‌کرد اما بیشتر دوران کاری‌اش را در آرلینگتن، ورمانت به‌سر می‌برد و استودیویش را در یک انبار برقرار کرده بود. او با نورمن راکول دوستی داشت و خود و خانواده‌اش برای تصویرسازی‌های راکول در پست، مدل می‌شدند.
او هنگام بازنشستگی در همسایگی راکول در ورمانت زندگی می‌کرد. شفر در ۶ نوامبر ۱۹۸۰ در اثر سکته قلبی در نیویورک درگذشت.